# Ys Strategy
Ys Strategy (イース・ストラテジー) est un jeu vidéo 4X développé par Future Creates et édité par Marvelous Interactive, sorti en 2006 sur Nintendo DS.

## Accueil
- Famitsu : 25/40[1]